# Pottu Amman
Shanmugalingam Sivashankar (en tamoul : சண்முகலிங்கம் சிவசங்கரன்; né en 1962, possiblement mort le 18 mai 2009, aussi connu sous le nom de Pottu Amman (en tamoul : பொட்டு அம்மன்) est un militant sri lankais tamoul, membre des Tigres Tamouls. Il était le commandant du TOSI, la branche des services secrets, et le chef de Black Tigers, la branche des soldats kamikazes. 
Alors qu'il est la deuxième personne la plus importante du groupe LTTE, peu de choses sont connues sur sa vie.

## Biographie

### Jeunesse et études
Sivashankar est né en 1962 et a grandi à Nayanmaarkattu près d'Ariyalai dans le Nord de Ceylan. Il a fait ses études à Maheswari Vidyalayam (Primaire), Canagaratnam Madhya Maha Vidyalayam (Stanley College) et Jaffna Hindu College. 
Sivashankar était un proche de V. Yogeswaran (en), député du Tamil United Liberation Front.
C'est avec lui qu'il obtient le surnom de Pottu, pour lui préter allégeance, il s'est tailladé l'avant-bras et a enduit de sang le front de Yogeswaran. 
Sivashankar a épousé une femme de la région de Batticaloa et a eu un fils et une fille.

### Tigres tamouls (1981-2009)
Il rejoint les LTTE en 1981, et obtient très rapidement plusieurs commandement. Il inspire le respect de l'élite des Tigres tamouls, et rend directement compte directement à Velupillai Prabhakaran, le commandant en chef.
Avant les massacres de Black July et le début de la guerre civile du Sri Lanka, Le groupe LTTE n'avait que 32 membres, et il était l'un des rares membres à être à temps plein pour la cause.
Entre 1982 et 1985, il est responsable des camps d'entrainement LTTE présent sur les plages du Tamoul Nadu en Inde.
En 1985, il est enlevé par le groupe paramilitaire tamoul PLOTE à Mahalingapuram, Chennai. Il est échangé contre un prisonnier PLOTE détenu par les LTTE, Kannan.
À partir de 1990, il pilote plusieurs assassinats politiques avec sa branche kamikaze, les Black Tigers. Il a fait tuer le premier ministre de l'Inde Rajiv Gandhi en 1991; le président du Sri Lanka Ranasinghe Premadasa en 1993; l'amiral cingalais Clancy Fernando; ou encore le ministre des Affaires étrangères Lakshman Kadirgamar en 2005. 
À partir de 1997, il devient le commandant militaire de la Péninsule de Jaffna.
En 2007, il est chargé des Leopard (Chiruththaidal), une division de type commando, chargée de gérer la guerilla.

### Mort
Lors de la bataille finale du 18 mai 2009,  le gouvernement cingalais annonce la mort de tous les membres majeurs des LTTE. Le corps du commandant en chef Velupillai Prabhakaran est exposé, mais jamais celui de Pottu Amman, ce qui alimentera des rumeurs de sa survie,. Selon plusieurs journalistes d’investigation, certains services de renseignement estiment que Pottu Amman n’est pas mort en 2009 et était toujours vivant en 2011.

## Référence
- (en) Cet article est partiellement ou en totalité issu de l’article de Wikipédia en anglais intitulé « Shanmugalingam Sivashankar » (voir la liste des auteurs).

1. ↑  (en) « Short Profile of LTTE intelligence head, Pottu », sur Sri Lanka Guardian (consulté le 23 septembre 2020)
2. ↑  (en) « Lanka army probing Pottu Amman's death », sur India Times (consulté le 23 septembre 2020).
3. ↑  (en) « Karuna claims Pottu Amman still alive! », sur Sri lanka Mirror (consulté le 23 septembre 2020).
4. ↑  Roger Faligot, Jean Guisnel et Rémi Kauffer, Histoire politique des services secrets français : de la Seconde guerre mondiale à nos jours, La Découverte, 2012, p. 502.